# Receptor nicotínico

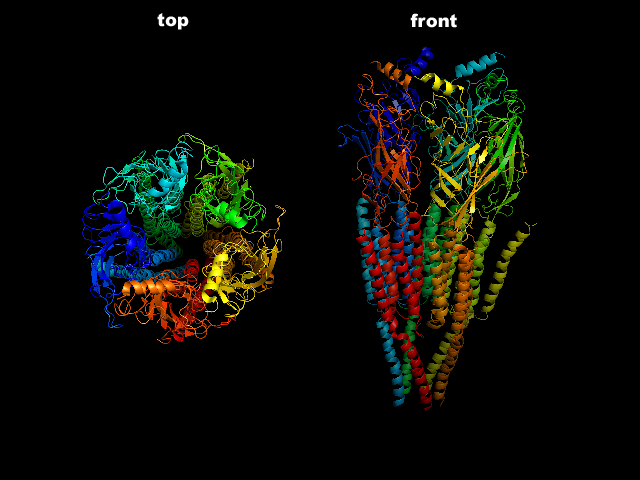
Receptor nicotínico

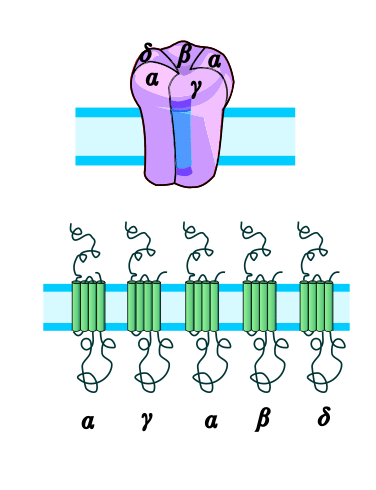
Estructura del receptor nicotínico

Los receptores nicotínicos son canales iónicos de la familia de receptores cys-loop de tipo colinérgicos, es decir, que son capaces de responder al mediador químico acetilcolina; se denominan nicotínicos porque pueden ser activados por la nicotina, a diferencia de los receptores muscarínicos, que son activados por la muscarina.
Los canales iónicos son macromoléculas transmembrana las cuales proveen un poro acuoso para el paso de iones a través de la bicapa lipídica; son elementos fundamentales en actividades celulares eléctricas y tienen otras funciones. En muchos casos, su importancia reside en que los canales iónicos no son simples poros, sino que exhiben alta selectividad (Imoto, K., 1993). 
Por mucho tiempo ha sido reconocido el papel de la acetilcolina (ACh) como neurotransmisor en el sistema nervioso y músculo de los animales bilaterales. Dos categorías de receptores distintas están comprometidas en la respuesta al estímulo por acetilcolina; estos son: receptores nicotínicos y receptores muscarínicos. Los receptores de tipo muscarínico pertenecen a la súper-familia de receptores acoplados a proteína G; estos consisten de proteínas individuales integrales que presentan siete dominios transmembrana, en su cara citoplásmica que interaccionan con proteínas G heterotriméricas. Los receptores de acetilcolina de tipo nicotínico (nAChR) pertenecen a la superfamilia de los canales iónicos activados por ligando, estos se componen de heterooligómeros de cinco subunidades cada uno con cuatro dominios transmembrana (Le Novère, 1995).
El receptor de acetilcolina de tipo nicotínico está involucrado en varias funciones centrales, entre las cuales se incluyen: control voluntario del movimiento, memoria y atención, sueño y alerta, dolor y ansiedad (Le Novère, 2002)

## Historia
La existencia de los receptores nicotínicos fue sugerida inicialmente por John Newport Langley en 1905.
En 1970, fue identificado el primer receptor nicotínico.

## Estructura
El receptor de acetilcolina de tipo nicotínico, puede ser de categoría N o M, posee una arquitectura básica de pentámero, conformado por cinco subunidades ensambladas en torno a un poro central acuoso; cada subunidad está compuesta por un dominio extracelular hidrofílico, N-terminal, seguido por tres fragmentos transmembrana hidrofóbicos (M1-M3), un ciclo intracelular, un dominio transmembrana hidrofóbico (M4) y un fragmento C-terminal extracelular.
Se han caracterizado doce diferentes subunidades en las neuronas, nombradas α2 a α10 y β2 a β4 (si bien la α8 sólo se ha encontrado en aves y no en mamíferos), de acuerdo a la presencia (α) o no (β) de grupos cisteína adyacentes en el dominio extracelular. La combinación de diferentes subunidades en la conformación de los receptores le confieren un rango amplio de perfiles fisiológicos y farmacológicos. La mayoría de los receptores son heteroméricos, conteniendo al menos una subunidad α y una β.  En el sistema nervioso central, las conformación más abundantes están compuestas por dos subunidades α y tres subunidades β (especialmente [(α4)2 (β2)3]) y las homoméricas α7.
En los receptores nicotínicos del músculo se han caracterizado cinco subunidades: α1, β, γ, ε y δ.
Está compuesto por cuatro diferentes cadenas polipeptídicas: a2b(e/g)d. Las subunidades fueron nombradas de acuerdo a su orden de migración en geles de poliacrilamida, presentando la más alta movilidad la subunidad a hasta la más baja que resultó la subunidad d. Las subunidades e y g son intercambiables. El sitio de unión de la acetilcolina se encuentra ubicado en la subunidad a (Steinbach, 1989).
El dominio de unión al ligando posee dos sitios para la acetilcolina, los cuales se ubican en regiones opuestas del receptor, en las interfaces a-g y a-d. Las subunidades ubicadas en el dominio de unión al ligando están organizadas en dos grupos de láminas β, éstas a su vez empacadas en un sándwich b, su unión es sustentada vía puentes disulfuros (Unwin, 2003), el dominio de unión al ligando está expuesto en la superficie extracelular y está principalmente formado por la región N-terminal de la subunidad a (Montal, 2002).
Las subunidades que conforman el nAChR están a su vez compuestas por cuatro subunidades transmembrana M1-M4; los dominios transmembrana presentan una alta similitud de secuencia con otros miembros de esta superfamilia, que incluye receptores de glicina y ácido g-amino butírico (GABA), particularmente, la alta conservación de secuencia de la subunidad M2 y su carácter anfipático sugiere una contribución dominante a la estructura del canal (Montal, 2002).
Esta función preponderante ha sido confirmada mediante la elaboración de mapas de difracción electrónica a 9 como a 4.6 Å, mediante los cuales se sugiere que el poro del canal está formado por 5 segmentos M2 en α-hélice, aportando cada una de las subunidades [a2b(e/g)d] un segmento transmembrana M2 (Unwin, 1993, 2003).
La parte media del receptor está compuesta por dos grupos de anillos, el anillo central compuesto por residuos polares no cargados y el anillo intermedio (más proximal del citosol) compuesto por residuos negativamente cargados localizado cercano al amino terminal del segmento M2. Trabajos de mutagénesis sitio-dirigida han mostrado que las mutaciones en la subunidad d tienen una mayor influencia sobre el anillo central y los efectos de mutaciones generadas en la subunidad g tienen repercusión sobre el anillo intermedio; esta asimetría sugiere la posibilidad que el proceso de permeación del ion está compuesto por múltiples etapas y que depende de la interacción de diferentes subunidades. 

## Mecanismo de acción
La activación de los receptores nicotínicos por acetilcolina, nicotina o agonistas colinérgicos provoca la apertura del canal iónico permitiendo el paso de iones cargados positivamente. En general, la permeabilidad permite la entrada de Na+ al interior de la célula o bien la salida de K+. También hay algunas configuraciones que permiten el paso de Ca+. Este movimiento de cationes induce la depolarización de la membrana plasmática lo cual a su vez provoca la apertura de canales iónicos inducidos por voltaje evocando un potencial excitatorio postsináptico. En algunos tipos el influjo de calcio puede producir la liberación de neurotransmisores y hormonas.
Para que ocurra la activación del nAChR primeramente debe ocurrir la unión de dos moléculas de acetilcolina por subunidad a, de forma cooperativa. Esta unión induce la apertura del canal que permite la difusión a través de la bicapa de los iones Na+, K+ y Ca2+, pero el paso de otros cationes y todos los aniones es impedido, lo cual indica la alta selectividad del receptor. Después de 1-2 ms, la acetilcolina se disocia del receptor con lo cual se cierra el poro. La exposición sostenida del receptor a acetilcolina conduce a su desensibilización, período durante el cual el receptor permanece cerrado y no responde hasta que la acetilcolina haya desaparecido del medio; los mecanismos que activan el receptor son conocidos, sin embargo el mecanismo de acción del fenómeno de desensibilización no está bien entendido.

## Historia evolutiva de los receptores de nicotina
Se estima la aparición del ancestro de los canales iónicos activados por ligando, hace al menos 2,500 millones de años, probablemente sería el punto de bifurcación entre los receptores catiónicos y los aniónicos; esta aproximación ubica este ancestro previo a la aparición de los eucariotas, lo cual es sorprendentemente remoto para un receptor neuronal. Sin embargo, esto no parece un caso aislado, ya que receptores de membranas acoplados a proteínas G (un grupo importante de proteínas de señalización celular de superficie) poseen una estructura terciaria similar a la bacteriorodopsina y por lo tanto es probablemente homóloga a una proteína procariota. Estos hallazgos sugieren que estas importantes moléculas señalizadoras de membrana actualmente asociadas al sistema nervioso, estaban ya presentes en la naturaleza mucho antes de que la función de señalización celular hiciera su aparición en la evolución (Ortells, M., 1995).
La subunidad ancestral con el sitio de unión al ligando, apareció primero en el sistema nervioso central. Esta subunidad probablemente funcionó como oligómero en los primitivos bilaterales, esto se sustenta en el hecho que las subunidades a7, a8 y a9 pueden funcionar como oligómeros. Las subunidades expresadas en insectos y nematodos probablemente se originaron a partir de los deutoróstomos; en el transcurso de la evolución ocurrieron eventos de duplicación que dieron origen a dos tipos de subunidades, estas fueron la subunidad a, que posee el sitio de unión al ligando, y la subunidad b, que perdió la función de unión al ligando. Los receptores de acetilcolina se encuentran en un amplio rango de organismos, desde protozoos hasta eucariotas superiores (Tsunoyama, K., 1998).